# アラン・ホルン

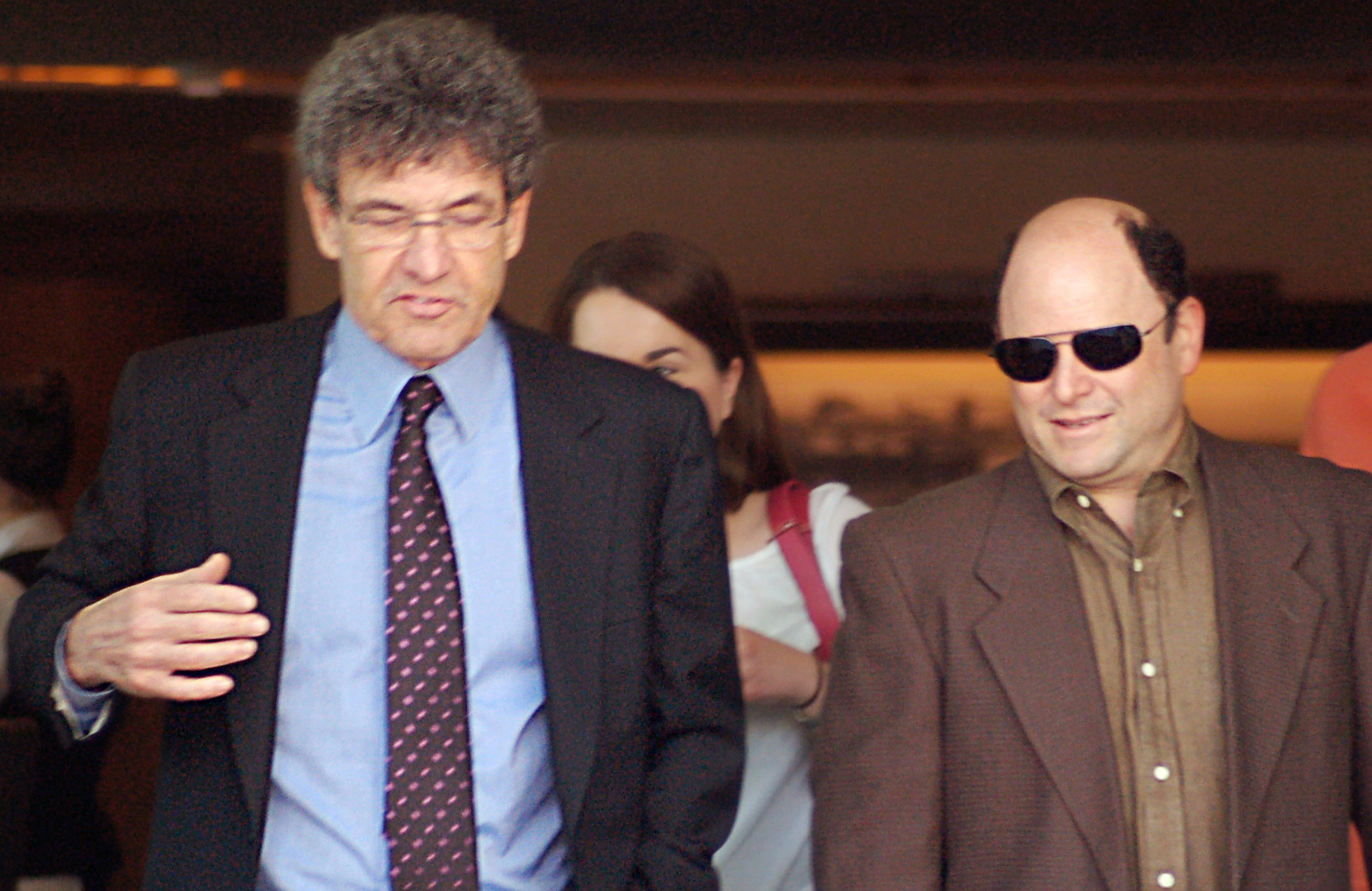
ホルン（左）とジェイソン・アレクサンダー（2010年5月）

アラン・F・ホルン（Alan F. Horn）は、ウォルト・ディズニー・スタジオの会長、チーフ・クリエイティブ・オフィサーである。また、ユニビジョンの取締役でもある。

## 人物
ウォルト・ディズニー・カンパニーに入る以前は、ワーナー・ブラザースの社長兼COOを務めており、 『バットマン』や『ハリー・ポッター』を成功させた。また、キャッスル・ロック・エンターテインメントの創設者の一人でもある。
ニューヨーク州スケネクタディのユニオン大学の卒業生である。

## 私生活
ニューヨーク州ロングアイランドで育ち、カリフォルニア州ロサンゼルスに住んでいる。